# 埃里克·馬薩
埃里克·馬薩（英語：Eric Massa；1959年9月16日—）是美國的一位政治人物。在2009年至2010年期間，他是紐約州第29選舉區選出的美國眾議院議員。他在2009年辭去議員職務。